# ショーン・イーディ
ショーン・イーディ（Sean Eadie、1969年4月15日 - ）は、オーストラリア、シドニー出身の元自転車競技（トラックレース）選手。

## 来歴
1997年
- トラック世界選手権
  - チームスプリント 3位

1999年
- シーン　イーディーの登録名で、競輪選手短期免許を取得し、国際競輪に参加。通算戦績18戦4勝。

2000年
- シドニーオリンピック
  -  チームスプリント 3位
  - スプリント 7位

2001年
- トラック世界選手権
  - チームスプリント 3位

2002年
- トラック世界選手権
  -  スプリント 優勝
- コモンウェルスゲームズ
  - チームスプリント 優勝（+ ジョビー・ダイカ、ライアン・ベイリー）
  - スプリント 2位
- UCIトラックワールドカップ2002
  - シドニー スプリント & ケイリン 優勝

2004年
- オーストラリア選手権のチームスプリントで優勝に貢献したが、その後、禁止薬物使用の疑いが持たれ、活動停止状態を余儀なくされたため、スポーツ仲裁裁判所(CAS)に提訴。アテネオリンピック開催直前に『無罪』の評決が出た[1]ため、晴れて自国代表選手として同大会に出場。スプリント12位、チームスプリント4位の成績だった。
- オセアニアンゲームズ スプリント 優勝